# Kensaku Ōmori
Kensaku Ōmori (jap. 大森 健作 Ōmori Kensaku; ur. 21 listopada 1975) – japoński piłkarz.

## Kariera klubowa
Od 1994 do 2007 roku występował w klubach Yokohama Marinos, Kashima Antlers, Kyoto Purple Sanga, Consadole Sapporo, Cerezo Osaka i Tokushima Vortis.

## Kariera reprezentacyjna
W 1995 roku Kensaku Ōmori zagrał na Mistrzostwach Świata U-20.